# Черкез Євген Євгенович
Євге́н Євге́нович Черкез — солдат ОЗСП «Азов» Національної гвардії України, учасник російсько-української війни, що трагічно загинув під час російського вторгнення в Україну в 2022 році.

## Біографія
Євген Черкез народився в Маріуполі.
2018 року пішов на службу в ОЗСП «Азов», обійняв посаду стрільця-гранатометника.
24 березня 2022 року загинув під час виконання бойового завдання в обороні Маріуполя.
Прощалися з Євгеном у Києві в день його народження. 28 липня захиснику мало виповнитися 28 років.

## Нагороди
- орден «За мужність» III ступеня (2022, посмертно) — за особисту мужність і самовіддані дії, виявлені у захисті державного суверенітету та територіальної цілісності України, вірність військовій присязі, зразкове виконання службового обов'язку.
- Нагрудний знак «Ветеран війни — учасник бойових дій».
- Медаль «Операція Об'єднаних сил. За звитягу та вірність»